# Gérard Machet
Pour les articles homonymes, voir Machet.
Gérard Machet, aussi appelé Jean Machet, (né en 1376 à Blois, et mort à Tours le 14 juillet 1448) est un pseudo-cardinal français du XVe siècle.

## Biographie
Né vers 1380, Gérard Machet étudie au collège de Navarre et prend ses grades à la faculté de théologie. Proche du chancelier Jean Gerson, celui-ci le fait entrer au chapitre de Paris en 1410 et en fait son substitut dams les fonctions universitaires de la chancellerie de Notre Dame en 1415.
Gérard Machet est recteur, vice-chancelier et chancelier de l'université de Paris et confesseur du dauphin, le futur Charles VII jusqu'à sa mort en 1448. Il est chanoine de la cathédrale de Paris et de la cathédrale de Chartres et prévôt de Saint-Martin de Tours.
Pendant quelque vingt-huit ans, il est l'un des conseillers influents du roi. Il prend position en faveur de Jeanne d'Arc, défend le gallicanisme et la Pragmatique Sanction de Bourges, protège l'université de Paris.
En 1432, il est élu évêque de Castres. L'antipape Félix V le crée cardinal lors du consistoire du 12 novembre 1440. En 1444, il est transféré au diocèse de Béziers.
Il laisse un recueil de près de quatre cents lettres, datant principalement des années 1440-1448, qui offrent un témoignage précieux sur l'état du royaume et spécialement sur les affaires religieuses de l'époque.